# Emergencia de salud pública de importancia internacional

Logo de la OMS.

Una emergencia de salud pública de importancia internacional, también conocido como emergencia sanitaria internacional (PHEIC por sus siglas en inglés) es una declaración formal de la Organización Mundial de la Salud (OMS) de «un evento extraordinario que se determina que constituye un riesgo para la salud pública de otros Estados a través de la propagación internacional de la enfermedad y que potencialmente requiere una respuesta internacional coordinada», formulada cuando surge una situación que es «grave, repentina, inusual o inesperada», que «conlleva implicaciones para la salud pública más allá de la frontera nacional del Estado afectado» y «puede requerir una acción internacional inmediata». Según el Reglamento Sanitario Internacional (RSI) de 2005, los Estados tienen el deber legal de responder con prontitud a un PHEIC.
La declaración es publicada por un Comité de Emergencia compuesto por expertos internacionales que operan bajo el RSI de 2005. Entre 2009 y 2020, ha habido seis declaraciones PHEIC: la pandemia de gripe H1N1 de 2009, la declaración de poliomielitis de 2014, el brote de ébola en África occidental de 2014, la epidemia de virus Zika 2015-2016, la epidemia de ébola Kivu 2018–2019, la pandemia de COVID-19, el brote de mpox de 2022 a 2023, y la epidemia de mpox de 2024. Las recomendaciones son temporales y requieren revisiones trimestrales.
El SARS, la viruela, la poliomielitis de tipo salvaje y cualquier nuevo subtipo de influenza humana son siempre un PHEIC y no requieren una decisión del RSI para declararlos como tales.
Un PHEIC no solo se limita a enfermedades infecciosas, y puede cubrir una emergencia causada por un agente químico o un material nuclear nuclear. Es una medida de «llamado a la acción» y «último recurso».
La mayoría de las epidemias y emergencias no recibirán atención pública ni cumplirán los criterios para ser un PHEIC. Los comités no fueron convocados para el brote de cólera en Haití, el uso de armas químicas en Siria o el desastre nuclear de Fukushima en Japón.

## Definición
PHEIC se define como

un evento extraordinario que se determina que constituye un riesgo para la salud pública de otros Estados a través de la propagación internacional de la enfermedad y que potencialmente requiere una respuesta internacional coordinada.

Esta definición designa una crisis sanitaria de alcance potencialmente global, implica una situación que es «grave, repentina, inusual o inesperada» y puede requerir una acción internacional inmediata.

## Informes de situaciones sanitarias
Los Estados miembros de la OMS tienen 24 horas para informar a la OMS de posibles eventos PHEIC. No tiene que ser un Estado miembro que informe un brote potencial, por lo tanto, los informes a la OMS también pueden recibirse de manera informal. Bajo el RSI (2005), todos los países determinaron formas de detectar, evaluar, notificar e informar eventos para evitar situaciones de PHEIC. También se decidió la respuesta a los riesgos para la salud pública.
El algoritmo de decisión del RSI ayuda a los Estados miembros de la OMS a decidir si existe un PHEIC potencial y si se debe notificar a la OMS. Se debe notificar a la OMS si se afirman dos de las cuatro preguntas siguientes:
- ¿Es grave el impacto del evento en la salud pública?
- ¿El evento es inusual o inesperado?
- ¿Existe un riesgo significativo de propagación internacional?
- ¿Existe un riesgo significativo para los viajes internacionales o las restricciones comerciales?

Los criterios PHEIC incluyen una lista de enfermedades que siempre son de notificación obligatoria. El SARS, la viruela, la poliomielitis de tipo salvaje y cualquier nuevo subtipo de influenza humana son siempre un PHEIC y no requieren una decisión del RSI para declararlos como tales.
La mayoría de las epidemias no obtendrán atención pública ni cumplirán los criterios para ser un PHEIC. Los comités no fueron convocados para el brote de cólera en Haití, el uso de armas químicas en Siria o el desastre nuclear de Fukushima en Japón.
Se requiere una evaluación adicional con enfermedades propensas a pandemias, como el cólera, la peste neumónica, la fiebre amarilla y las fiebres hemorrágicas virales.
Una declaración de PHEIC puede aparecer como una carga económica para el estado que enfrenta la epidemia. Faltan incentivos para declarar una epidemia y el PHEIC puede verse como una limitación del comercio en países que ya están luchando.[cita requerida]

## Comité de emergencia
Para declarar un PHEIC, el director general de la OMS debe tener en cuenta factores que incluyen el riesgo para la salud humana y la propagación internacional, así como el asesoramiento de un comité de expertos compuesto internacionalmente, uno de los cuales debe ser un experto nominado por el Estado dentro de cuya región surge el evento. En lugar de ser un comité permanente, se crea ad hoc.
Hasta 2011, los nombres de los miembros de los comités no se divulgaron públicamente. Estos miembros se seleccionan de acuerdo con la enfermedad en cuestión y la naturaleza del evento. El director general toma el consejo del comité después de su evaluación técnica de la crisis utilizando criterios legales y un algoritmo predeterminado después de una revisión de todos los datos disponibles sobre el evento. Tras la declaración, el comité formula recomendaciones sobre qué medidas deberían tomar el director general y los Estados miembros para abordar la crisis. Las recomendaciones son temporales y requieren revisiones trimestrales.

## Evaluación
En 2018, un examen de las primeras cuatro declaraciones (2009–2016) mostró que se observó que la OMS era más eficaz para responder a emergencias sanitarias internacionales, y que el sistema internacional para hacer frente a estas emergencias era «robusto».
Otra revisión de las primeras cuatro declaraciones, con la excepción de la poliomielitis salvaje, demostró que las respuestas fueron variadas. Los brotes severos, o aquellos que amenazaron a un mayor número de personas, no recibieron una declaración rápida de PHEIC, y el estudio planteó la hipótesis de que las respuestas fueron más rápidas cuando los ciudadanos estadounidenses estaban infectados y cuando las emergencias no coincidían con las vacaciones.